# Bad Boy South
Bad Boy South – wytwórnia muzyczna założona przez amerykańskiego rapera Seana Combsa w 2003 roku. Wydaje tylko artystów nagrywających w gatunku southern hip-hop. Była to druga wytwórnia Combsa, po Bad Boy Records.